# مهدي بن علجية
 مهدي بن علجية  (1991 الجزائر) هو لاعب كرة قدم جزائري.

## روابط خارجية
- مهدي بن علجية على موقع قاعدة بيانات كرة القدم.إي يو (الإنجليزية)
- مهدي بن علجية على موقع Soccerway.com (الإنجليزية)